# Liga Mundial de Polo Aquático Feminino de 2006
A Liga Mundial de Polo Aquático Feminino de 2006 foi a terceira edição da Liga Mundial Feminina, organizado pela FINA. A Super Final aconteceu em Cosenza, Itália, com a vitória da Seleção Estadunidense Feminina de Polo Aquático.